# Marijke Groenewoud
Marijke Groenewoud (* 28. Januar 1999 in Hallum) ist eine niederländische Eisschnellläuferin und Inline-Speedskaterin.

## Werdegang
Groenewoud lief im Dezember 2019 in Nagano erstmals im Eisschnelllauf-Weltcup und belegte dabei den 24. Platz im Massenstart. In den Jahren 2019 und 2020 wurde sie bei den niederländischen Meisterschaften jeweils Zweite im Massenstart. In der Saison 2020/21 erreichte sie in Heerenveen mit Platz drei im Massenstart ihre erste Podestplatzierung im Weltcup. Zudem errang sie dort in der B-Gruppe über 1000 m den zweiten Platz und erreichte damit den neunten Platz im Massenstart-Weltcup. Beim Saisonhöhepunkt, den Einzelstreckenweltmeisterschaften 2021 in Heerenveen, wurde sie Weltmeisterin im Massenstart.

## Persönliche Bestzeiten
- 500 m: 38,57 s (aufgestellt am 27. Dezember 2020 in Heerenveen)
- 1000 m: 1:13,73 min (aufgestellt am 22. Dezember 2023 in Heerenveen)
- 1500 m: 1:53,17 min (aufgestellt am 27. Januar 2024 in Salt Lake City)
- 3000 m: 3:55,84 min (aufgestellt am 15. Februar 2025 in Heerenveen)
- 5000 m: 6:50,77 min (aufgestellt am 29. Oktober 2023 in Heerenveen)

## Weltcupsiege

### Weltcupsiege im Einzel
| Nr. | Datum             | Ort                 | Disziplin   |
| --- | ----------------- | ------------------- | ----------- |
| 1.  | 11. Februar 2023  | Tomaszów Mazowiecki | 1500 m      |
| 2.  | 12. Februar 2023  | Tomaszów Mazowiecki | Massenstart |
| 3.  | 18. November 2023 | Peking              | Massenstart |
| 4.  | 24. November 2024 | Nagano              | Massenstart |
| 5.  | 1. Dezember 2024  | Peking              | Massenstart |
| 6   | 2. Februar 2025   | Milwaukee           | Massenstart |
| 7.  | 21. Februar 2025  | Tomaszów Mazowiecki | 1500 m      |
| 8.  | 23. Februar 2025  | Tomaszów Mazowiecki | Massenstart |
| 9   | 2. März 2025      | Heerenveen          | Massenstart |

### Weltcupsiege im Team
| Nr. | Datum             | Ort        | Disziplin        |
| --- | ----------------- | ---------- | ---------------- |
| 1.  | 24. November 2024 | Nagano     | Teamverfolgung 1 |
| 2.  | 2. Februar 2025   | Milwaukee  | Teamverfolgung 1 |
| 3.  | 2. März 2025      | Heerenveen | Teamverfolgung 1 |

## Teilnahmen an Olympischen Winterspielen und Weltmeisterschaften

### Olympische Spiele
- 2022 Peking: 3. Platz Teamverfolgung, 5. Platz 1500 m, 11. Platz Massenstart

### Einzelstrecken-Weltmeisterschaften
- 2021 Heerenveen: 1. Platz Massenstart
- 2023 Heerenveen: 1. Platz Massenstart, 5. Platz 1500 m
- 2024 Calgary: 1. Platz Teamverfolgung, 3. Platz Massenstart, 4. Platz 3000 m, 8. Platz 1500 m
- 2025 Hamar: 1. Platz Massenstart, 1. Platz Teamverfolgung, 6. Platz 1500 m, 6. Platz 5000 m, 9. Platz 3000 m

### Mehrkampf-Weltmeisterschaften
- 2024 Inzell: 2. Platz Kleiner Vierkampf